# LIAZ 100
LIAZ 100 — сімейство безкапотних вантажних автомобілів, що виготовлялося з 1974 по 1994 рік в Чехословаччині, а пізніше в Чехії компанією LIAZ.
Сімейство LIAZ 100 складалася з 2-х вісних вантажівок повною масою 16-26 т. і сідлових тягачів повною масою 36-42 т.

## Історія

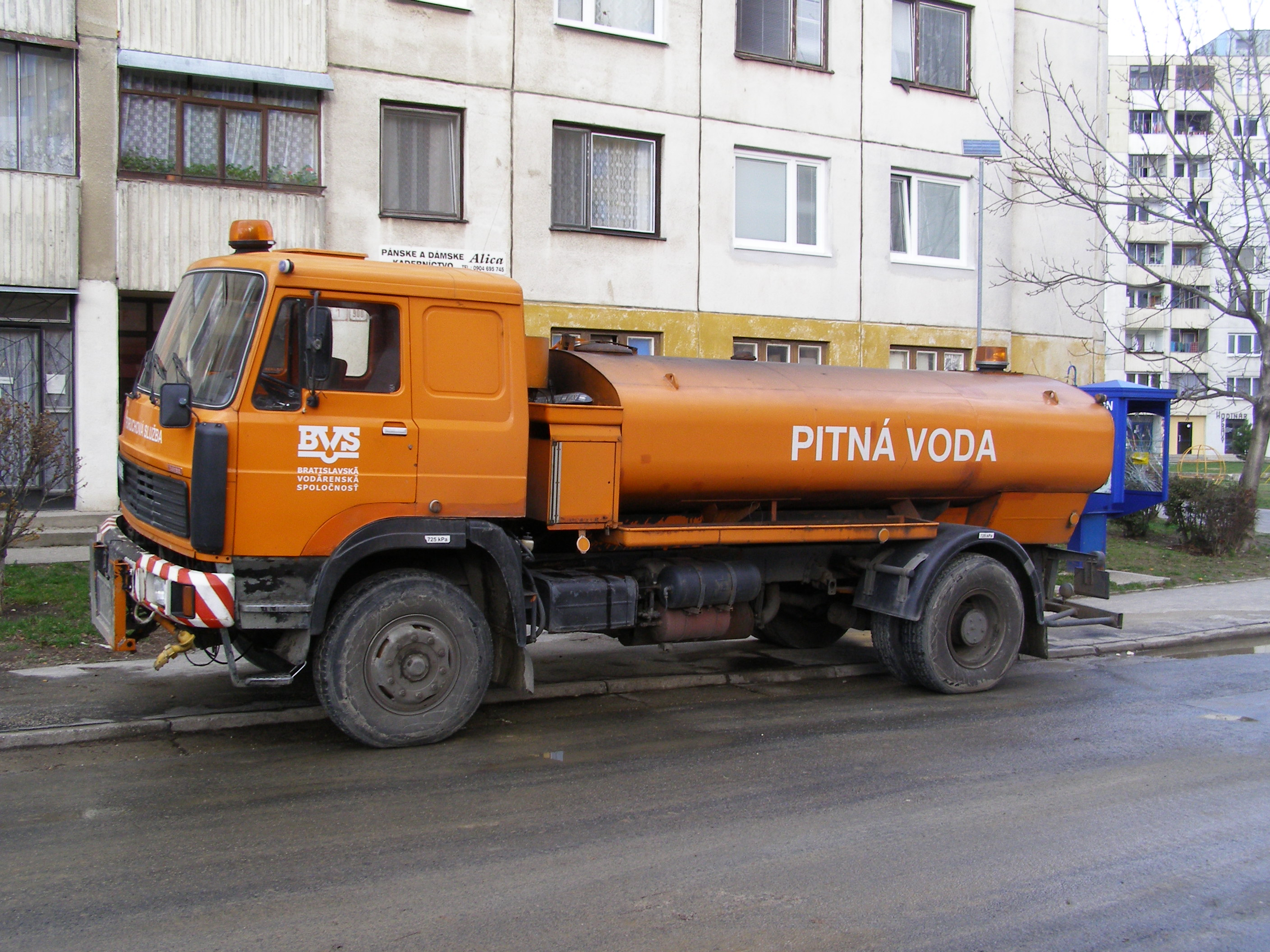
LIAZ 110

У 1974 році дебютувало сімейство LIAZ 100, розроблене на базі вантажівок серії 706MT.
Першими на конвеєр стали двовісні вантажівки повною масою до 19 т і сідлові тягачі LIAZ 100.42, призначені для автопоїздів масою до 38 т. У тому ж році до них додався сідловий тягач з індексом LIAZ 100.45, а в 1975 році — бортова вантажівка LIAZ 100.05. Спочатку автомобілі комплектувалися двигуном атмосферним рядним 6-циліндровим дизельним двигуном MS 634 об'ємом 11,94 л, потужністю 201 к.с. при 2000 об/хв, крутним моментом 751 Нм.
У 1984 році представили модернізовану серію LIAZ 110 з відкидним варіантом кабіни, а також пневматичною задньою підвіскою, а також сімейство 3-х вісних машин LIAZ 122 (6x2), що складалося з бортової вантажівки LIAZ 122.03 повною масою 26 т і сідлового тягача LIAZ 122.48 для 42-х тонних автопоїздів. LIAZ 110 отримали нові двигуни 6-циліндрові турбодизелі MS638 і MS637 об'ємом 11,94 л, видавали потужність відповідно 270 і 304 к.с. при 2000 об/хв.
У 1984-85 рр. побудували кілька вантажівок LIAZ 100.55D (4x4) для марафону Париж-Дакар, що дали життя повнопривідній серії LIAZ 111. У ралі 1987 року варіант LIAZ 111.154 досяг вищого для заводу результату, посівши третє місце. З 1987 року почалося виробництво самоскидів LIAZ 150 (4x2) і LIAZ 151 (4x4).
У 1990-92 рр. з'явилися сідлові тягачі LIAZ 110.573 з кабіною збільшеного об'єму «Максі» (Махг), двигуном потужністю 330 к.с. і АБС.

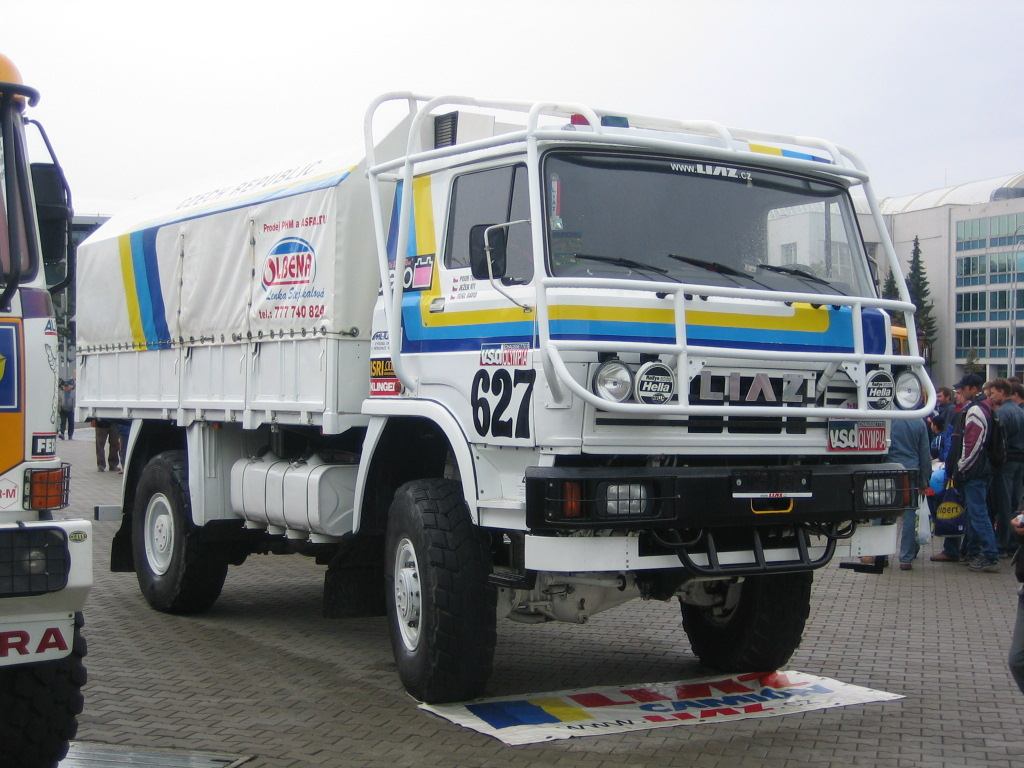
Ралійний Liaz 100.55
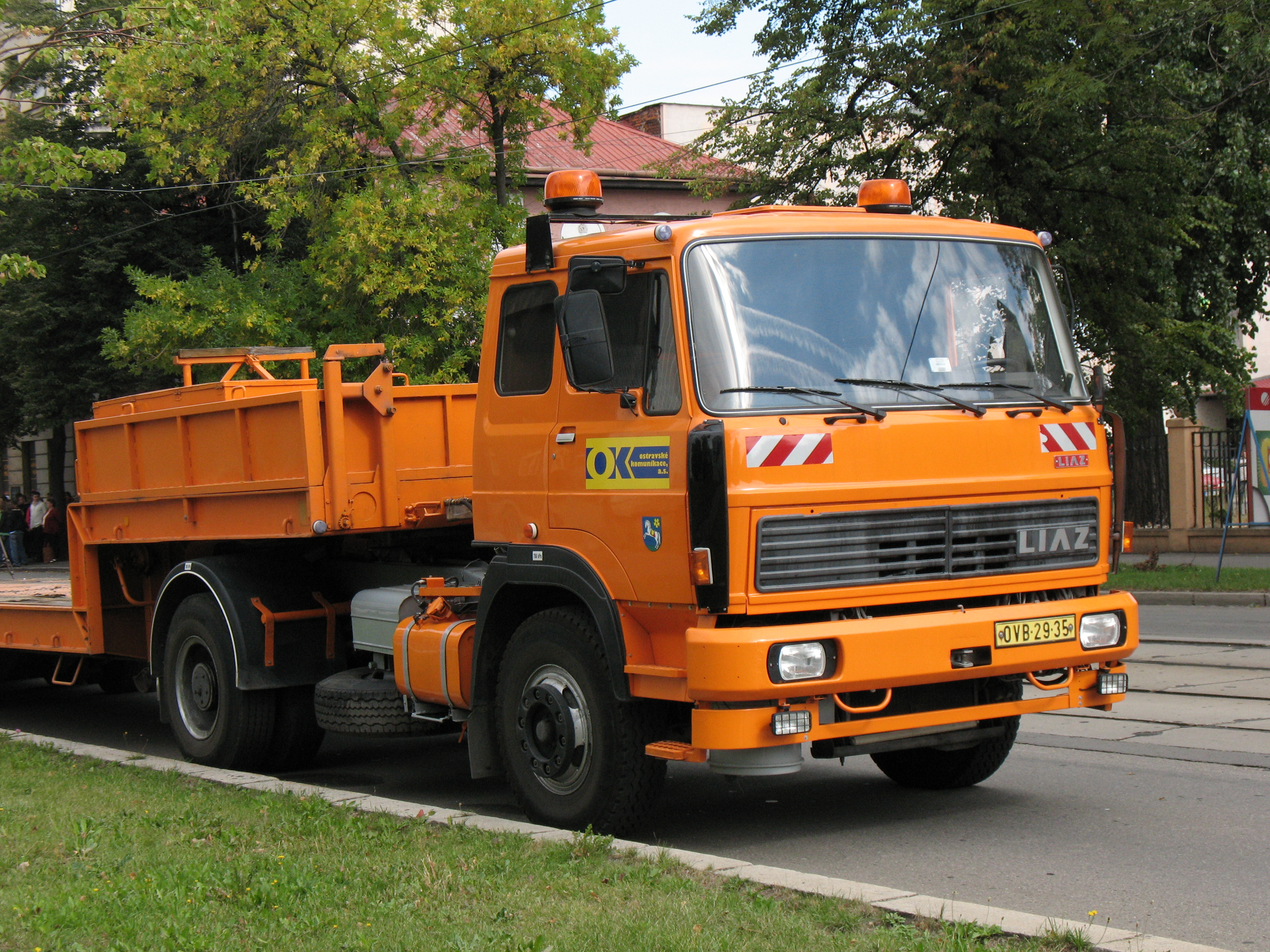
Liaz 200
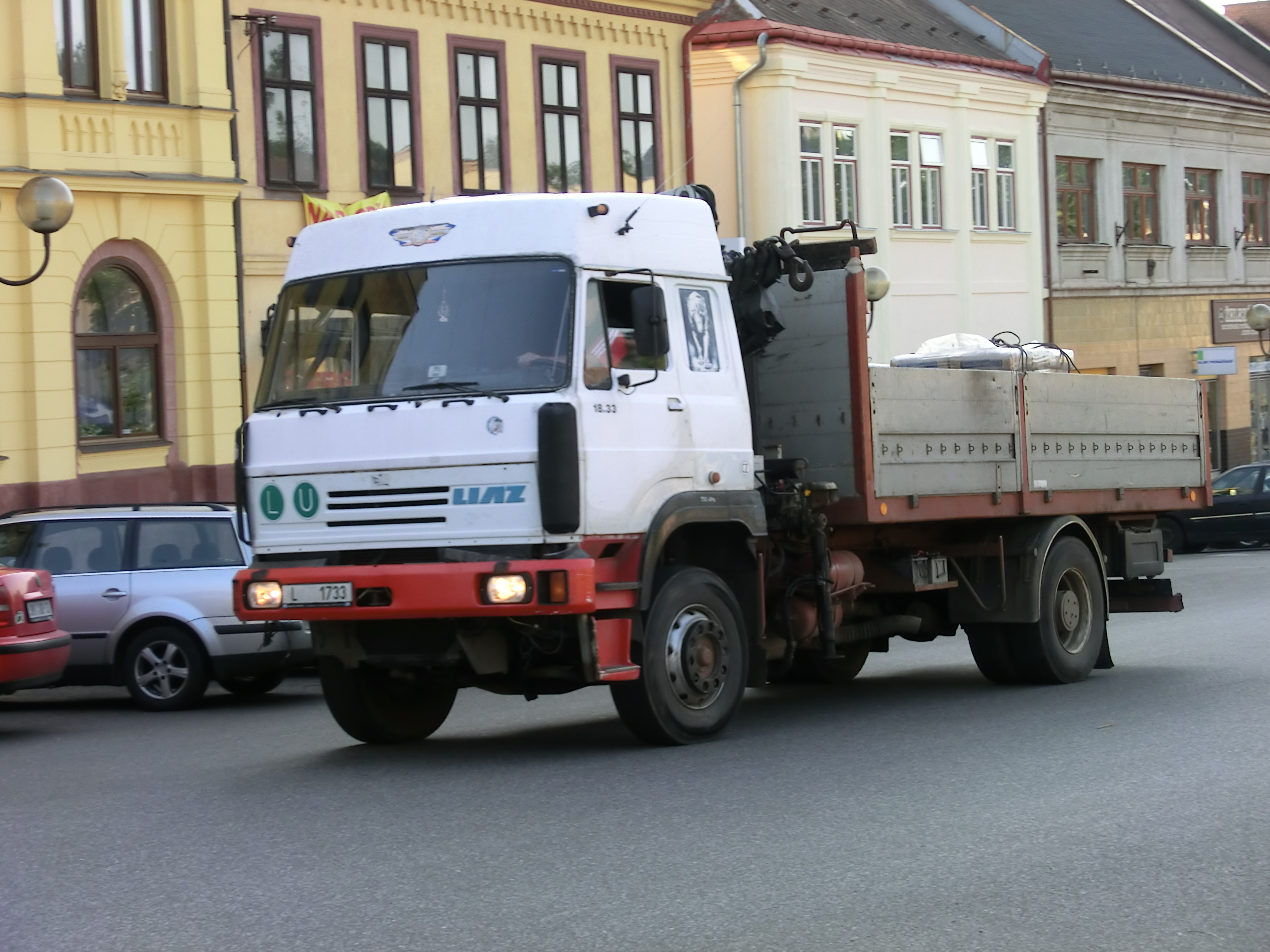
Liaz 300
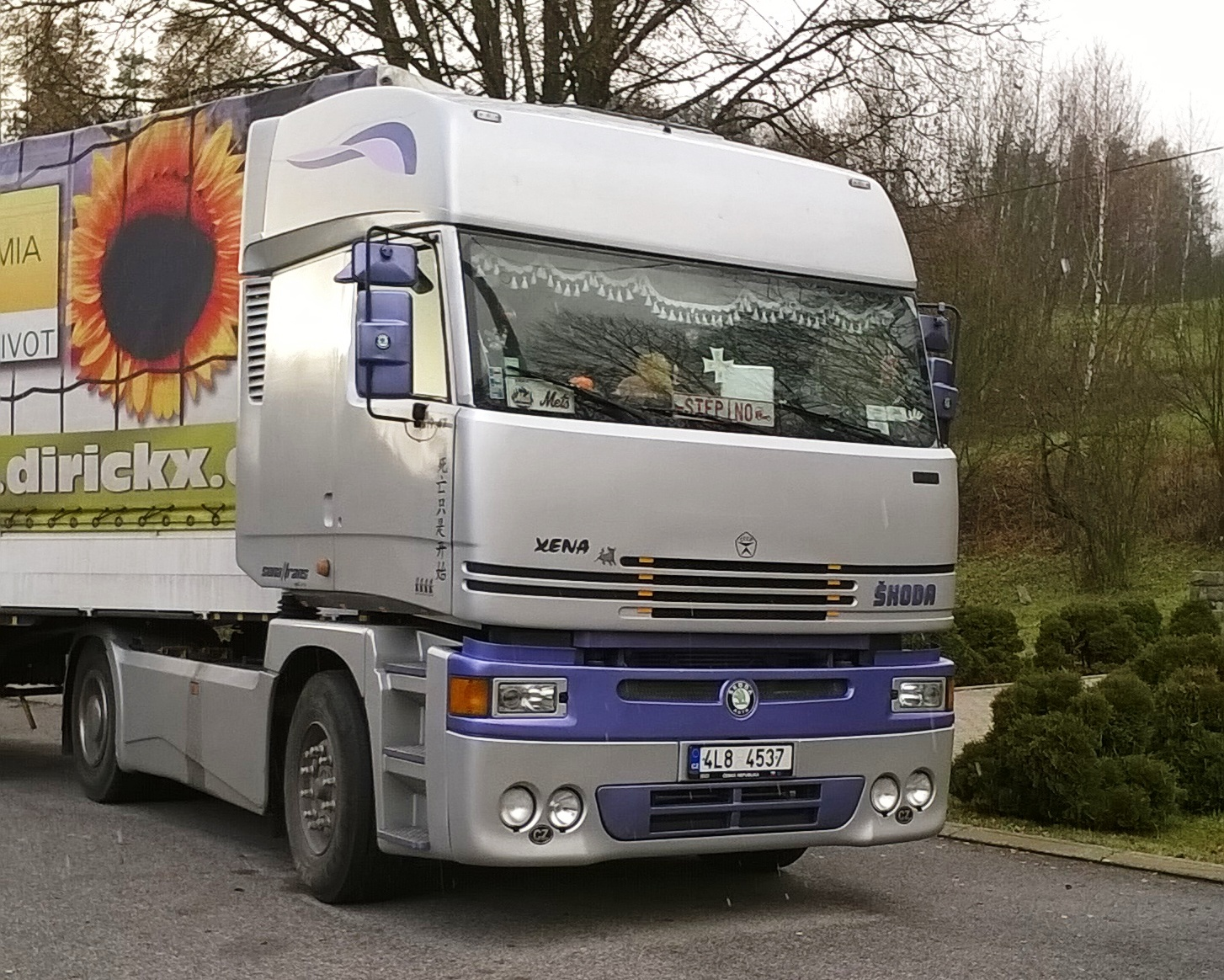
Liaz 400 Xena